# Raymond Tissot
Pour les articles homonymes, voir Tissot.
Raymond Tissot (né le 2 août 1919 à Oyonnax et mort le 19 février 1985 dans le 8e arrondissement de Lyon) est un athlète français, spécialiste du lancer du javelot.

## Biographie
Il remporte six titres de champion de France, de 1945 à 1949 et en 1951
Il participe aux Jeux olympiques de 1952, à Helsinki, mais ne franchit pas le cap des qualifications.

### Palmarès
- Championnats de France d'athlétisme :
  - vainqueur du lancer du javelot en 1945, 1946, 1947, 1948, 1949 et 1951.

### Records
| Épreuve           | Performance | Lieu | Date |
| ----------------- | ----------- | ---- | ---- |
| Lancer du javelot | 64,33 m     |      | 1947 |